# 泰國廣肇會館

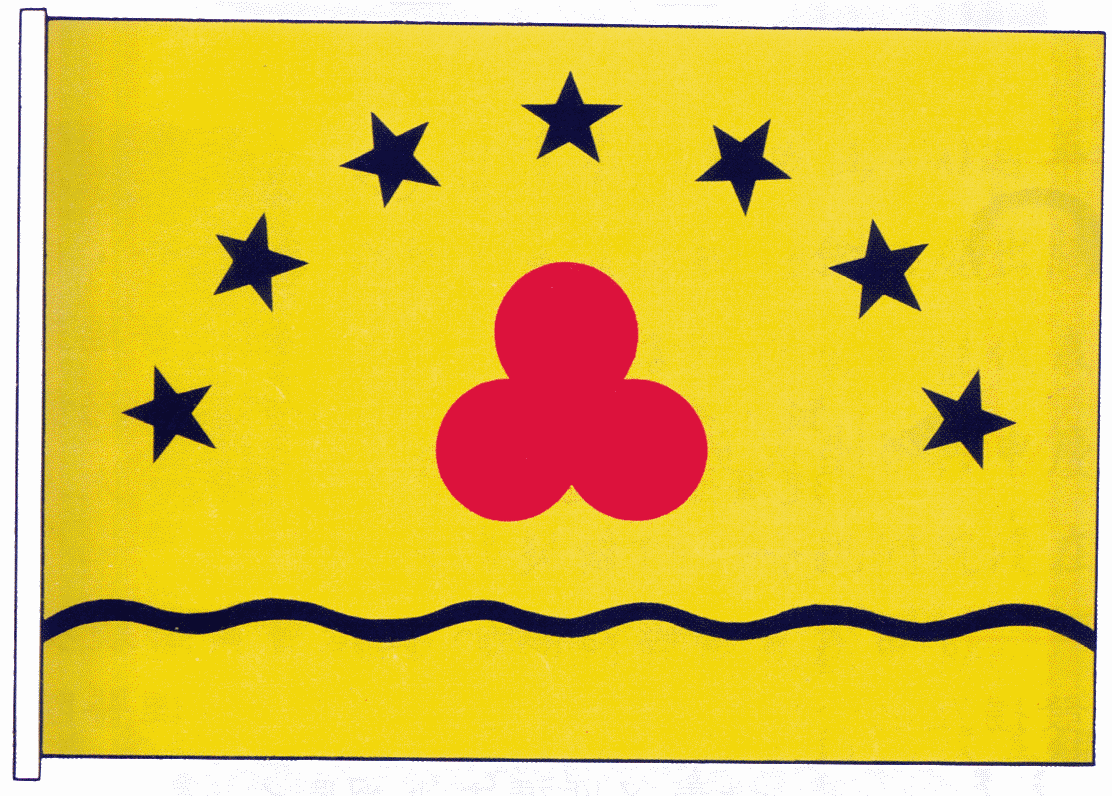
泰國廣肇會館的會旗

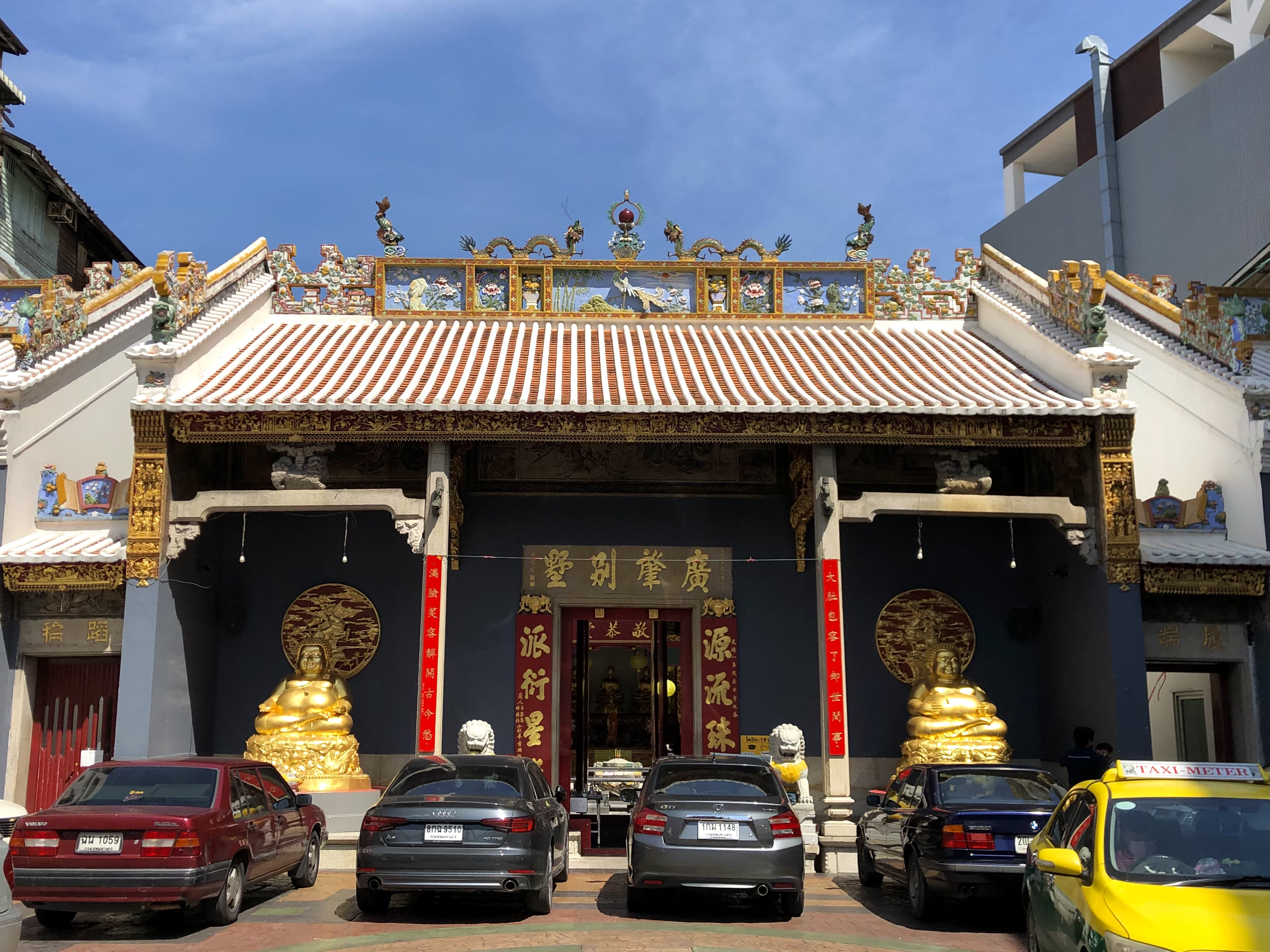
泰國廣肇會館現貌，攝於2020年。嶺南建築風格

泰國廣肇會館（Kwong Siew Association of Thailand）位於泰國的首都曼谷之石龍軍路511號，它是祖籍為當時的中華民國之廣州府及肇慶府的泰國居民廣東人在1936年5月1日成立的聯誼組織，前身為1877年建立的「廣肇別墅」，大門的對聯：「源流珠海；派衍星巖」，裡邊供奉觀音、玄天上帝、財神、太歲、魯班、孔子等多尊道教與儒家神像；1932年改組成「廣肇總辦事處」；1936年 再改組為現在的組織。該組織致力於興辦三項慈善服務：教育、醫療及墳場。它的最高決策單位是理事會，下設：醫務委員會、墳場委員會、婦女委員會、教育委員會、康樂委員會、徵求委員會、典禮組、宣傳委員會及建築委員會等9個小組。它以聯繫鄉情、促進鄉誼、團結互助、共謀福利為宗旨。多年來，服務泰國社會公益福利事業，為繁榮泰國經濟、促進中華民國與泰國的民間住來作出貢獻。
泰國廣肇會館現任理事長是馬燦利。

## 會徽
- 圓形代表團結；
- 黃色代表暹羅(泰國)的皇族；梅花代表中華民國的國花；聯合起來表示中華民國與泰國友好親善；
- 7顆明星表示當年中華民國的廣東省之肇慶市的著名觀光勝地：七星岩；
- 水紋曲線表示流過中華民國的廣東省之廣州市的著名河流：珠江；
- 梅花中央的齒輪表示華僑集中力量；推動三大慈善事業：教育、醫療及墳場。

## 會旗
- 中央三個紅色圓形表示三大慈善事業：教育、醫療及墳場；
- 7顆明星表示當年中華民國的廣東省之肇慶市的著名觀光勝地：七星岩；
- 水波線表示華僑。

## 教育服務
- 華益學校：1911年成立，1932年 改組成「廣肇學校」；
- 明德學校：1932年 改組成「廣肇學校」；
- 坤德女校：1932年 改組成「廣肇學校」；
- 華南學校：1932年 改組成「廣肇學校」；
- 潔芳女校：1932年 改組成「廣肇學校」；
- 廣肇學校：1932年成立，曾在太平洋戰爭期間停辦。以「忠、孝、仁、愛、信、義、和、平」等八德為校訓，目前只開辦初級中學。

現名廣州學校（Kwong Chow School），位於泰國的首都曼谷之挽叻縣的是隆路，它是泰國由華僑會館創辦的第一所中文學校。

## 醫療服務
1903年該會創辦了「廣肇醫局」，後來改為「廣肇公立醫院」為貧苦病人贈醫施藥，1932年註冊成為慈善醫院。1953年該院新廈落成並擴展為中西醫院。

## 墳場
- 廣肇山莊：成立於1884年，位於曼谷市的挽叻縣之是隆路；
- 角贊廣肇山莊：成立於1935年，位於角贊
- 廣肇靈山山莊：成立於1969年，位於佛統府的甘烹盛越儂巴萊路。

## 外部連結
- 泰國廣肇會館官方網站 （页面存档备份，存于）（中文）（英文）（泰文）
- 泰國廣肇會館的廣州學校之英文官方網站 （页面存档备份，存于）